# Leopoldo da Baviera (907)
Leopoldo (ou Liutpold) (falecido em 4 de julho de 907), talvez membro da família Huosi ou relacionado com a dinastia Carolíngia através de Liutswind, mãe do Imperador Arnulfo da Caríntia, foi o antepassado da Dinastia Leopoldina, que governou a Baviera e a Caríntia até meados do século X.
Em 893, ele foi nomeado marquês no Marco da Caríntia e na alta Pannonia por Arnulfo da Caríntia, então rei da  Frância Oriental. Leopoldo sucedeu o deposto Marquês Engelschalk II da família dos Guilherminos (Wilhelminer); ao contrário de seus antecessores, ele pode estender o seu poder desimpedido pelo poderoso Marquês Aribo, adquirindo vários condados na Caríntia, bem como sobre o Danúbio e no Nordgau em torno de Regensburg, a partir de 895, e colocando-se como o mais proeminente aristocrata da Baviera. Embora ele tenha posto os fundações do novo Ducado Raiz foi o seu filho Arnulfo o Mau que, tendo por base as aquisições de seu pai, foi o primeiro a assumir o título de duque da Baviera.
Como Leopoldo se manteve fiel ao rei Carolíngio Arnulfo de Caríntia e de seu filho Luis, a Criança, foi-lhe confiado a defesa das fronteiras húngara e Morávia. Em 898 ele teve êxito no combate contra Mojmír II, o rei da Grande Morávia, em nome do irmão rebelde do rei, Svatopluk II e forçou Mojmír a se tornar vassalo de Arnulfo. Em 903, Leopoldo manteve o título de dux Boemanorum, "Duque na Boêmia". Ele organizou a defesa franca contra os Magiares sob o comando Grão Príncipe Árpád depois de invadir a Hungria. Em 4 de julho, 907, foi morto a leste de Viena, na Batalha de Pressburg.

## Casamento e descendência
Leopoldo casou-se com Cunigunde da Suábia, filha de Bertoldo I, real conde palatino na Suábia, e irmã do Duque Erchanger da Suábia, um membro da Dinastia Ahalofinga. Após a morte de Luitpoldo, Cunigunda casou-se com o  rei Conrado I da Germânia in 913. Leopoldo teve dois filhos com ela:
- Arnulfo, o Mau,[2] Duque da Baviera de 907 a 937
- Bertoldo, Duque da Baviera de 938 a 947.

Dos títulos de seus descendentes, Luitpoldo é freqüentemente chamado de duque de Baviera ou marquês da Baviera, sendo este último título mais preciso para seu status real.